# Luptele din Nagorno-Karabah (august 2022)
Luptele din Nagorno-Karabah din august 2022 este un conflict armat în regiunea disputată Nagorno-Karabah. Principalii combatanți au fost Azerbaidjanul, pe de o parte, și autoproclamata Republica Arțah, pe cealaltă parte.

## Lupte
Confruntările au început pe 1 august 2022 și au escaladat două zile mai târziu, pe 3 august, după săptămâni de tensiuni și presupuse încălcări ale armistițiului, au dus la moartea unui soldat azer. Drept urmare, Ministerul Apărării al Azerbaidjanului a anunțat începerea operațiunii „Răzbunarea”, pe care a numit-o „operațiune antitero”.
Ca rezultat al luptei, Azerbaidjanul a spus că a capturat mai multe zone înalte, inclusiv munții Saribaba și Qirkhqiz, împreună cu distrugerea unei baze militare din Arțah lângă Verin Horatagh.

## Reacții
Mai multe organizații internaționale și țări au condamnat acest lucru și au invitat părțile la o soluționare pașnică și la respectarea acordului de încetare a focului din Nagorno-Karabah din 2020.